# Ellen Müller-Preis

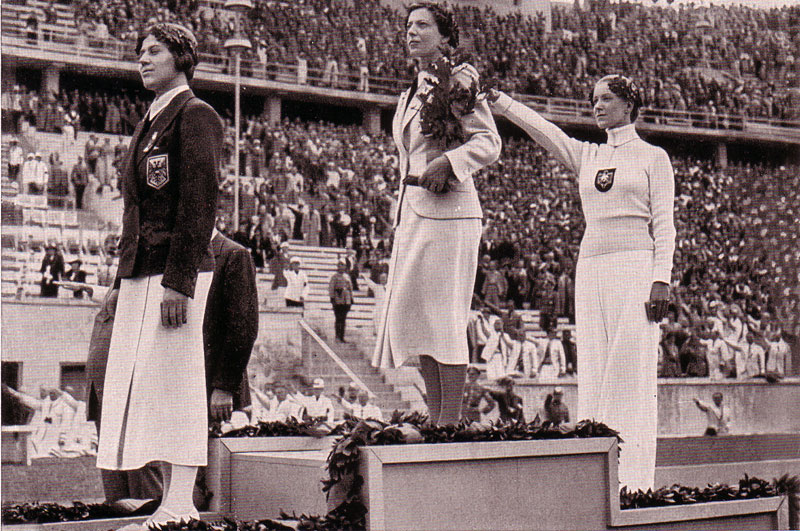
Ellen Preis (1936) (links)

Ellen Müller-Preis (* 6. Mai 1912 in Berlin als Ellen Preis; † 18. November 2007 in Wien-Lainz) war eine österreichische Florettfechterin und Olympiasiegerin bei den Olympischen Spielen 1932 in Los Angeles.

## Leben
Die Tochter eines Steirers wuchs in Berlin auf, wo sie zunächst als Leichtathletin aktiv war. Erst mit 18 Jahren begann sie, nach der Übersiedelung nach Wien, bei ihrer Tante Wilhelmine Werdnik (Union Fechtclub) mit dem Fechtunterricht. Bereits nach einem halben Jahr wurde sie österreichische Meisterin und im Jahr darauf Dritte bei den Europameisterschaften in Wien.
Für die Teilnahme an den Olympischen Spielen 1932 in Los Angeles bewarb sich die deutsch-österreichische Doppelstaatsbürgerin zunächst beim deutschen Verband, der sie aber ablehnte. So reiste sie mit der österreichischen Mannschaft in die USA. Dort gelang ihr mit dem Finalsieg über Judy Guinness (Vereinigtes Königreich) der Gewinn der Goldmedaille. Ihren Sieg verdankte sie allerdings der Fairness ihrer Gegnerin, die zwei Fehlentscheidungen der Schiedsrichter zu ihren Ungunsten selbst korrigierte. Mit 20 Jahren und 88 Tagen ist sie bis heute die jüngste österreichische Olympiasiegerin bei Sommerspielen.
1936 in Berlin und 1948 in London konnte Müller-Preis jeweils noch einen dritten Platz erreichen. Dazu kamen drei Weltmeister- und zahlreiche nationale Titel. 1956, mit 44 Jahren, qualifizierte sie sich bei den Olympischen Spielen in Melbourne für die Finalrunde.
Nach Beendigung ihrer aktiven Karriere war Müller-Preis Professorin an der Universität für Musik und darstellende Kunst Wien und lehrte am angeschlossenen Max-Reinhardt-Seminar sowie am Wiener Burgtheater historisches Fechten sowie Bühnenfechten. Müller-Preis erlag im Alter von 95 Jahren im Krankenhaus Lainz in Wien einem Nierenversagen. Sie wurde am Wiener Zentralfriedhof bestattet.

## Erfolge
- Goldmedaille bei den Olympischen Spielen 1932
- Bronzemedaille bei den Olympischen Spielen 1936 und 1948
- Weltmeisterin: 1947, 1949 und 1950

## Auszeichnungen (Auszug)
- 1949: Sportlerin des Jahres[3]
- 1957: Silbernes Ehrenzeichen für Verdienste um die Republik Österreich